# Jan Karásek

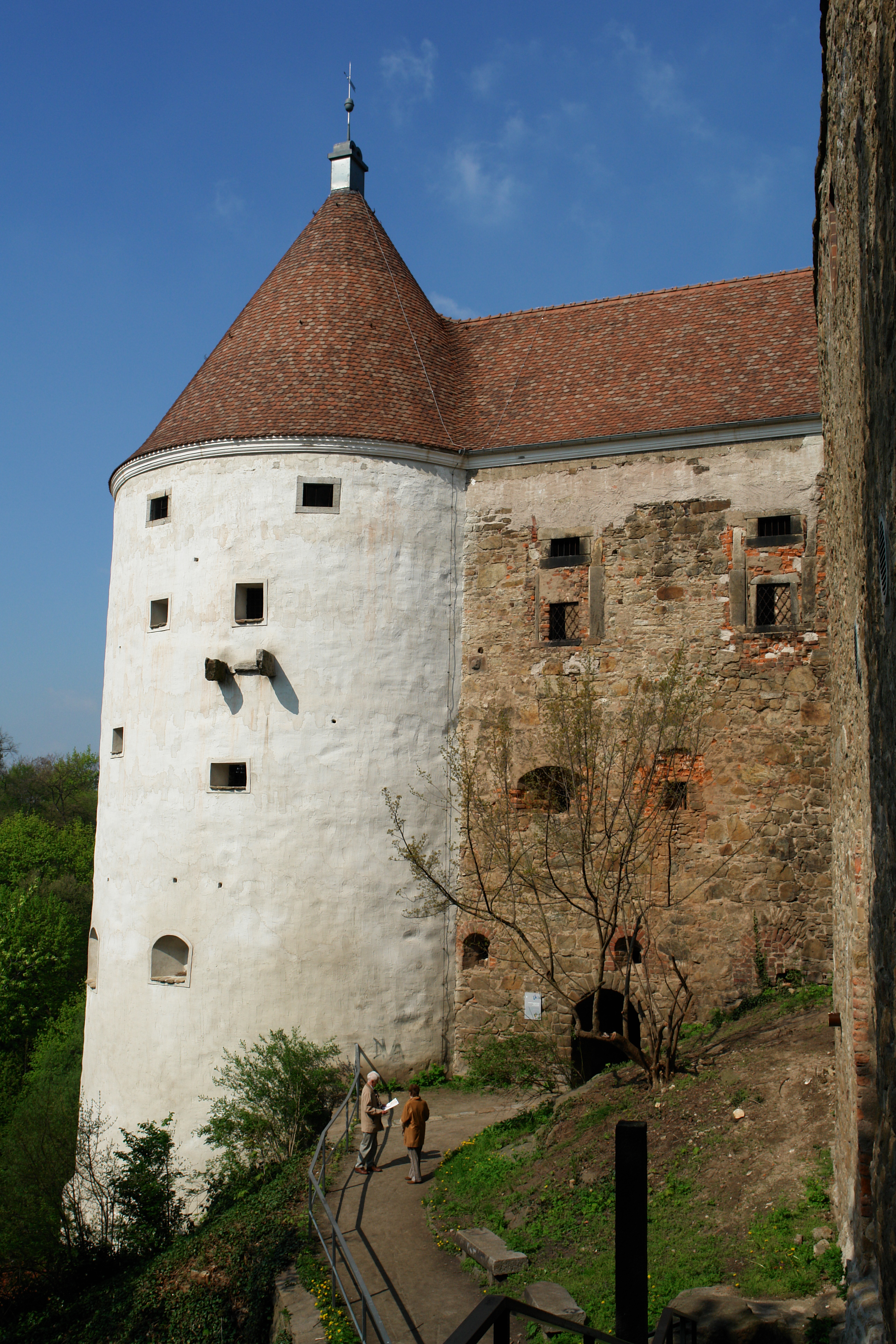
Věž v Budyšíně, kde byl Karásek vězněn mezi lety 1800–1803

Jan Nepomuk Karásek (10. září 1764 Smíchov – 14. září 1809, Drážďany) byl vůdce loupežnické bandy, působící na pomezí Čech a Lužice.

## Životopis

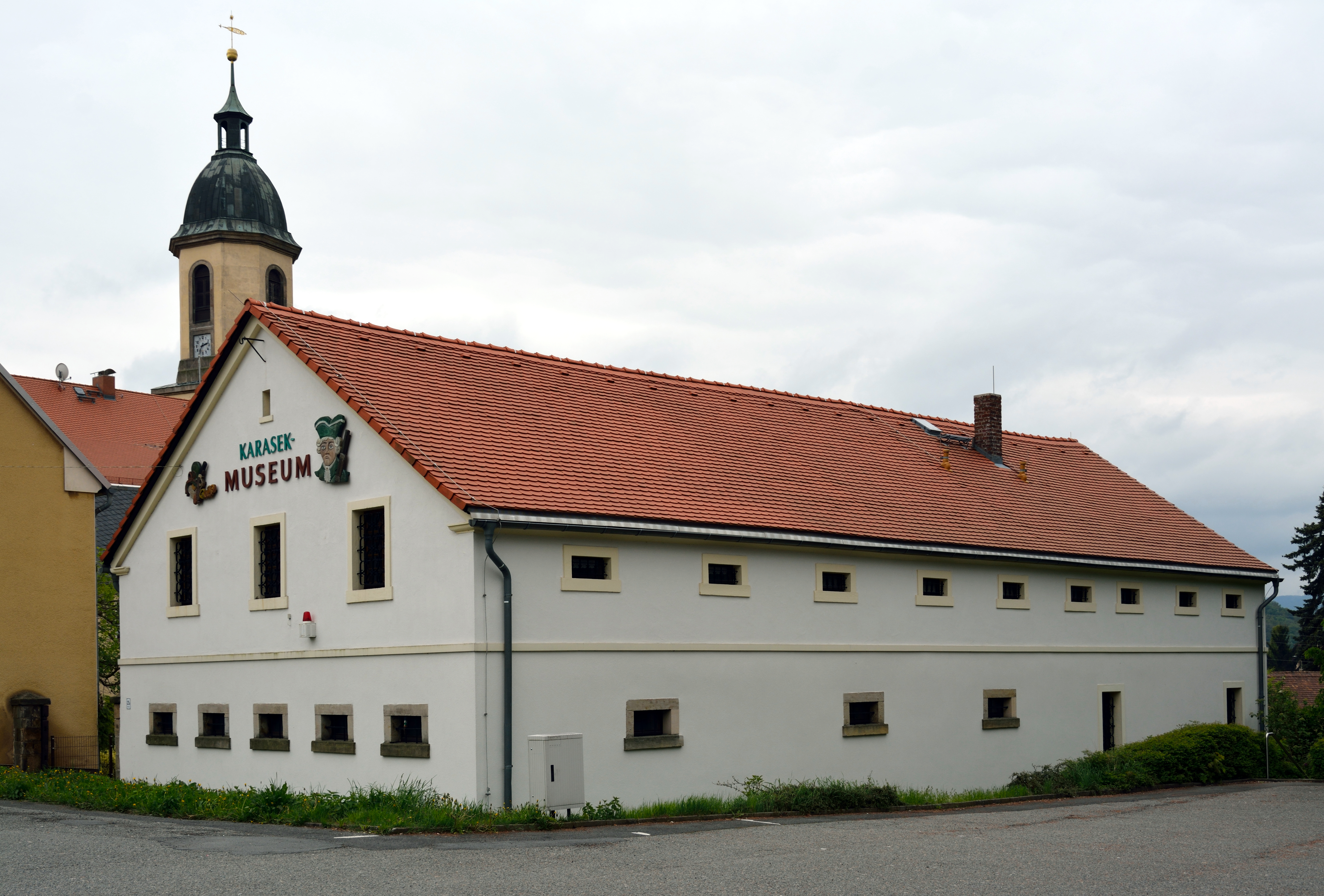
Muzeum v Seifhennersdorfu

Jeho otec byl truhlářem a on sám se vedle truhlářství vyučil ještě řeznickému řemeslu. Poté, co byl omylem chycen jako dezertér a zařazen do rakouské armády, uprchl při první příležitosti za české hranice. Zde se usadil a věnoval truhlářskému řemeslu, které postupně obohatil o podnikání loupežnické.
Byl chycen roku 1800 a odsouzen na doživotí. Po pokusu o útěk byl přikován železnou obručí ke své posteli, za těchto strašných podmínek brzy zemřel na následky věznění.
V ústním podání obyvatel Horní Lužice a Šluknovského výběžku se z něj stal šlechetný loupežník, který bral bohatým a dával chudým, choval se přátelsky k dětem a dokonce podle pověsti trestal zloděje, kteří na tržišti okrádali prosté lidi.
V Seifhennersdorfu existuje dnes Karáskovo muzeum.

### Odraz v kultuře
V Německu, kde je znám jako Johannes Karraseck nebo Karasek, o něm bylo napsáno též několik románů. Zmiňuje ho též Egon Ervín Kisch ve svém díle Pražský pitaval.